# Сима Чемерикић
Сима Чемерикић (Призрен, 28. јануар 1906 — Ниш, 1973) био је српски сликар и директор школе за примењену уметност у Нишу, који ће бити упамћен као одличан ликовни педагог и најбољи нишки акварелиста. Разноврсно и богато стваралаштво Симе Чемерикића, стицајем необјашњивих околности, остало је ван домашаја шире и стручне јавности.

## Живот и каријера
Сима Чемерикић се родио 28. јануара 1906. године у Призрену. Крштено име било му је Симеон, али се у свим каснијим званичним документима наводи као Сима Чемерикић. И поред делимично сачуване породичне архиве, није могуће са прецизношћу утврдити све чињенице везане за његов живот и рад јер он о себи и свом школовању није много говорио.
Школовање и ликовно усавршавање
У родном граду 1923. године завршио је нижу гимназију, а потом се са породицом преселио у Скопље, према коме су се многе српске породице са Косова усмеравале. Државну уметничку школу у Београду, уписао је 1924. године. Као мотив да се млади Сима определи за Државну уметничку школу наводи се у литератури:
Сва је прилика да је у раној младости показивао наклоност према цртању. Могуће је да је и свеукупна атмосфера у култури града допринела да се Чемерикић одлучи за, нимало сигуран, пут у свет уметности.
Током школовања за професоре Београдске Уметничка школе (основане 1919. године, и у успону), Сима Чемерикић је имао угледна имена попут Бета Вукановић (1875-1972), Љубомира Ивановић (1882-1946), Милан Миловановића (1876–1946), а краће време и Петра Добровића (1890–1942). Поред уметничке школе, уметничко образовање Сима је стицао и посетама изложбама које су се тих година приређивале у Београду.
На њима се Сима сретао са сликарством заснованом на принципима сезанизма, посткубизма и конструктивистичког приступа предметном свету слике. Те идеје у српску уметност донели су, већином, они сликари који су се школовали у Паризу, у атељеу Андре Лота (1885 -1962).
Све наведено биће основа за касније стваралаштво Симе Чемерикића.
Након дипломирања 1929, на Уметничкој школи Сима Чемерикић је са групом школских другова краће време боравио је на усавршавању у Венецији, највероватније због тога што је посебно ценио италијанску уметност, и дивио се Тицијановом стваралаштву.
Сликарска и професионална каријера
По повратку у Скопље започео је своју сликарску каријеру, и заједно са ликовним уметницима македонског ликовног простора, исписао странице македонске модерне уметности у првој половини 20. века. У историји југословенске ликовне уметности Сома је важио је за једног од пионира акварела у Македонији.
Скопски период Симе Чемерикића, осим педагошким радом, обележен је и излагачком активношћу на многим изложбама.
Од јануара 1931. године обављао је дужност наставника цртања у Великој медреси у Скопљу. У овој средини остао је до капитулације Југославије у Другом светском рату 1941. године.
Сима Чемерикић је у Македонији остао запамћен и као одличан ликовни педагог.
Други део живота, од 1944, до смрти, 1973. Сима Чемерикић је провео у Великом Градишту где је половином маја месеца 1945. постављен за наставника у Државној реалној гимназији, а потом у Нишу, у коме је од августа 1945. до 1951. године радио као професор цртања у Првој мушкој гимназији. Потом јр од 1951. године предавао цртање, анатомију, декоративно писмо и орнаментику у Школи за примењену уметност „Ђорђе Крстић”.
Да би у периоду од 1953. до 1959. године био директор Школе за примењену уметност „Ђорђе Крстић” у Нишу.
Умро је у Нишу 1973. године, где је и сахрањен.

## Ликовно стваралаштво
Сликарска заоставштина Симе Чемерикића садржи више стотина радова, у власништву сина, Зорана Чемерикића, као и родбине, пријатеља и неколико старих и угледних нишких породица. Десетак његових акварела поседује и Народни музеј у Нишу.
Сима Чемерикић остао је упамћен као одличан ликовни педагог и најбољи нишки акварелиста, јер нико као он није предано себе изражавао у акварелу као што је он то чинио. У његовој заоставштини постоји тек неколико слика рађених уљем или пастелом, које датирају с почетка његовог стваралаштва из периода пре Другог светског рата.
Прве скице и студије људског тела, рађене оловком, за време последњих дана Чемерикићевог школовања, иако по мало тврде, рађене су академски класично што говори о добро савладаном занату и сигурној руци уметника.
На самом крају студија, или непосредно иза тога, настала је једна серија Чемерикићевих актова, изведена нешто слободније. У њима су
снажна и чврста тела, обликована уз измену светлих и тамних површина, које своје исходиште имају у конструктивистичком начину грађења форми'. У овим радовима приметан је утицај Петра Добровића, пре свега у средствима којима су цртежи изведени, а којима је Сима добијао различите вредности за исте мотиве; тако да је акт у оловци - тушу оштрих бридова, док је онај у сангвини имао умекшане, али и даље скулпторске облике.
Сима Чемерикић, од самих почетака, ликовност својих идеја изражава у тада владајућој превази форме над бојом. На њима је он својом сигурном руком успевао да ухвати „магични тренутак” и да га искаже кроз тражену форму, перспективом и илузијом.
Занимљив је био процес настајања појединих Чемерикићевих акварела. Сликар је понекад неки од тих мотива радио прво као цртеж оловком, а потом и у акварелу. При том, оба рада имају сва обележја завршеног- целовитог дела. Поједине пределе је, потом, преносио и на платно.
У раду Симе Чемерикићаније није било ни крупних скокова, ни великих падова, јер је кроз свет сликарства ишао истраженим путевима, лагано. Научено на Академији, чинило је основни супстрат његове уметности. На њега нису утицали правци у сликарству, а ако је понешто ново и усвојио, то је зато што му се то наметнуло само по себи, у једном тренутку, као једино могућ начин да се он ваљано изрази.

### Портретно стваралаштво Симе Чемерикића
Чемерикић је за собом оставио двадесетак ванредних портрета насликаних акварелом и неколико насликаних пастелом и уљем.
Међу  портретима  насликаним акварелом, особито се истичу: Портрет сестре (1935), Портрет брата  (1935),  Аутопортрет  (1937) Портрет сина (1956). Од портрета насликаних пастелом истичу се: Портрет Руса  (1932) и Портрет супруге Дане.
Чемерикићев портретни стил се одликује неизрецивом једноставношћу и истинитошћу. Ове особине не истичу само уметникову индивидуалност већ га сврставају међу истакнутије портретисте двадесетог века у Србији.

### Пејзажно стваралаштво Симе Чемерикића
Чемерикић је српском сликарству 20. века дао и неколико прворазредних пејзажа, на којима преовладавају топли и лирски акценти.
У пејзажима с мора, Чемерикић је доживео звездане часове своје уметности. Када се ово каже, ту се пре свега мисли на Предо с мора, можда један од његових најбољих акварела, али и на Пејзаж из Макарске, Мали Лошињ, Мотиив из Бола - Брач, Крк, Барка, Хвар - Јелса, Мотив из Водица.